# Forbidden Evil
Forbidden Evil (с англ. — «Запретное зло») — дебютный альбом американской трэш-метал-группы Forbidden, выпущенный 30 сентября 1988 года на лейбле Combat Records. Название альбома отражает первоначальное название коллектива, которое перед выходом пластинки было сокращено до «Forbidden».
Альбом примечателен тем, что несколько композиций для него написал будущий основатель Machine Head Робб Флинн, а партии ударных записал Пол Бостаф, который в дальнейшем отметится участием в трэш-метал-группе Slayer.
Forbidden Evil был положительно принят как музыкальной прессой, так и фанатами, и в конечном счёте стал рассматриваться как «классика жанра» и «культовый» альбом. Критики отмечали оригинальность альбома, позволявшую отличать его от множества однотипных релизов тех времён, и вокальные данные Расса Андерсона, который записал все свои партии всего за один день.

## Предыстория
Группа Forbidden была основана в 1985 году под названием «Forbidden Evil» барабанщиком Джимом Питтманом и гитаристом Робом Флинном, который в дальнейшем получит известность как гитарист трэш-метал-группы Vio-lence и основатель грув-метал-группы Machine Head. Вскоре к коллективу присоединились вокалист Расс Андерсон, гитарист Крейг Лосикеро и басист Джон Тегио.
Весной 1986 года группа записывала демо Endless Slaughter. Незадолго до записи Флинн пришёл к своим коллегам с перевязанной рукой и сообщил, что сломал её, поэтому демо придётся отложить на некоторое время. После этого, на репетиции за день до записи, Флинн удивил всех тем, что играл на том же уровне, не потеряв навык за период восстановления. Однако через неделю после записи Флинн сообщил остальным участникам, что он покидает коллектив и присоединяется к Vio-lence, после чего музыканты поняли, что он не ломал руку, а всё это время репетировал с другой группой. Несмотря на его уход, Флинн числится соавтором треков «Chalice of Blood», «Forbidden Evil» и «As Good As Dead». Крейг Лосикеро позже признавался, что первоначально Vio-lence приходили к нему с просьбой перейти к ним, однако тот без раздумий отказался от предложения.
Из-за проблем с траспортировкой ударной установки на концерты двоюродный брат Питтмана, Пол Бостаф, тоже игравший на ударных, согласился помочь группе развозить аппаратуру. В начале 1987 года Forbidden решили отказаться от Питтмана, и их выбор пал на Бостафа, который после нескольких уговоров присоединился к коллективу, заменив своего кузена.
В конце 1987 года группу под своё руководство взяла менеджер Дебби Абоно, которая до этого работала с такими представителями американской экстремальной сцены, как Possessed и Exodus, и уже в начале 1988 года Forbidden подписали контракт с лейблом Combat Records, перед этим отклонив предложения от Metal Blade, Roadrunner, Capitol и Mechanic Records. Перед выпуском дебютного альбома Абоно посоветовала музыкантам сменить название группы с Forbidden Evil на просто Forbidden. Музыканты согласились с этой идеей и решили назвать альбом Forbidden Evil, как дань памяти прошлому названию коллектива.

## Запись
Запись альбома началась весной 1988 года, спустя пару дней после подписания контракта с лейблом. Большая часть музыки для альбома была записана на студии Alpha & Omega в Сан-Франциско. Продюсерами записи были назначены Даг Колдуэлл и Джон Куниберти, который в 1987 году спродюсировал прорывной альбом Джо Сатриани Surfing With the Alien. Несмотря на это, Пол Бостаф остался недоволен работой с Куниберти, вспоминая, что тот относился к группе «свысока» и однажды после записи одного из дублей просто сказал: «Ну, это достаточно хорошо для Combat».
Вокал был записан в калифорнийской студии Prairie Sun Recording, однако из-за нехватки средств у музыкантов был всего один день на его запись. Однако вокалист Расс Андерсон справился с задачей, уложившись в заданные сроки. Крейг Лосикеро, хоть и являлся автором множества партий вокала и текстов альбома, не смог присутствовать на этой записи, так как второй гитарист, Глен Элвелас, не захотел подобрать Лосикеро на своей машине по пути на студию. По итогу Лосикеро остался недоволен полученным результатом, но со временем он привык к новому звучанию и в дальшейшем поражался, как Андерсон смог записать партии такого высокого качества всего за один день.
Глен Элвелас пытался записать для альбома сольный инструментальный трек, так как он был фанатом Джо Сатриани, с которым работал Джон Куниберти. Остальные музыканты узнали об этом только тогда, когда застали Элвеласа на студии Alpha & Omega непосредственно во время записи. Однако они не оценили его инициативу, пояснив: «Нет, чувак, ты в группе».

## Отзывы
| Оценки критиков               | Оценки критиков |
| Источник                      | Оценка          |
| ----------------------------- | --------------- |
| AllMusic                      | [ 4 ]           |
| Encyclopedia of Popular Music | [ 5 ]           |
| metal.de                      | [ 6 ]           |
| Rock Hard                     | [ 7 ]           |

Альбом получил крайне положительные отзывы музыкальных критиков. Эдуардо Ривадавия в обзоре для AllMusic писал, что, несмотря на выход Forbidden Evil во время бума трэш-метала района залива (англ. Bay Area thrash metal), альбом всё равно выделяется среди прочих релизов тех времён, а ряд его песен можно назвать «классикой жанра». Франк Троян из немецкого журнала Rock Hard в своей рецензии 1988 года аналогично оценивал оригинальность альбома и ставил его в один ряд наравне с дебютными альбомами Metallica и Death Angel, называя Forbidden Evil «трэш-пластинкой, полной воображения и разнообразия» и «новым культовым альбомом». В честь 20-летия с выхода альбома интернет-портал Invisible Oranges писал, что альбом не чувствуется устаревшим, и Forbidden смотрятся не хуже команд «первой лиги», таких как Metallica и Exodus: «Непредсказуемость и внимание к деталям в этой записи поражает. Даже сейчас он выглядит дальновидным, в отличие от сегодняшних ретро-клонов».
Отдельно была отмечена работа вокалиста Расса Андерсона. Invisible Oranges в своём обзоре называли его «пожалуй, самым недооценённым вокалистом трэша», а Rock Hard признавали его харизму и музыкальное разнообразие вокальных мелодий. В 2015 году Марк Осегуеда, вокалист трэш-метал группы Death Angel, составил для журнала Metal Hammer список десяти лучших трэш-альбомов района залива, поместив Forbidden Evil на 6 место, особенно отметив Андерсона: «Расс Андерсон был невероятным вокалистом — мы все пели по-своему, но никто не делал это в стиле Хэлфорда, и Расс таким образом был лучшим».
Помимо отзывов музыкальной прессы, Эрик Питерсон из Testament высказывал большое уважение дебютному альбому Forbidden, называя его «классикой». Федерика Гиаланце из хеви-метал-группы Black Moth говорила о большом влиянии Forbidden Evil на её игру на гитаре и видение создания песен, отдельно отмечая рифф из песни «March Into Fire», как «быстрый, динамичный, и с идеальным темпом, чтобы трясти головой». Крейг Лосикеро вспоминал, что продюсеру Рику Рубину, работавшим над такими альбомами Slayer, как Reign in Blood и South of Heaven, настолько понравился Forbidden Evil, что он предлагал группе контракт на запись следующего альбома, но их менеджер Дебби Абоно отказалась, даже не сообщив группе об этом. Узнав об этом, музыканты были настолько разочарованы этим поступком, что вскоре после этого уволили Абоно.

## Список композиций
| №                   | Название                | Музыка                                 | Перевод названия      | Длительность |
| ------------------- | ----------------------- | -------------------------------------- | --------------------- | ------------ |
| 1.                  | «Chalice of Blood»      | Расс Андерсон, Робб Флинн              | «Чаша крови»          | 4:32         |
| 2.                  | «Off the Edge»          | Андерсон, Глен Элвелас, Крейг Лосикеро | «С обрыва»            | 4:16         |
| 3.                  | «Through Eyes of Glass» | Андерсон, Элвелас, Лосикеро            | «Глазами из стекла»   | 6:24         |
| 4.                  | «Forbidden Evil»        | Андерсон, Лосикеро, Флинн              | «Запретное зло»       | 5:39         |
| 5.                  | «March into Fire»       | Лосикеро, Андерсон                     | «Ступай в огонь»      | 5:17         |
| 6.                  | «Feel No Pain»          | Элвелас, Лосикеро                      | «Не чувствуй боли»    | 5:11         |
| 7.                  | «As Good as Dead»       | Андерсон, Лосикеро, Флинн              | «Практически мёртвый» | 4:16         |
| 8.                  | «Follow Me»             | Лосикеро, Андерсон, Элвелас            | «Следуй за мной»      | 7:03         |
| Общая длительность: | Общая длительность:     | Общая длительность:                    | Общая длительность:   | 42:38        |

| №  | Название                                    | Длительность |
| -- | ------------------------------------------- | ------------ |
| 1. | «Feel No Pain» (Концертная версия)          | 4:50         |
| 2. | «As Good as Dead» (Концертная версия)       | 4:08         |
| 3. | «Through Eyes of Glass» (Концертная версия) | 6:06         |
| 4. | «Chalice of Blood» (Концертная версия)      | 4:46         |

## Участники записи
Forbidden
- Расс Андерсон — вокал
- Глен Элвелас — гитара
- Крейг Лосикеро — гитара
- Мэтт Камачо — бас-гитара
- Пол Бостаф — ударные

Технический персонал
- Джон Куниберти — продюсирование, звукорежиссура
- Даг Колдуэлл — продюсирование
- Дебби Абоно — менеджмент
- Клифф Култрери — исполнительный продюсер
- Дэвид Планк — помощник звукорежиссёра
- Крис Беллман — мастеринг
- Кент Матьё — обложка